# Bahnhof Woolwich

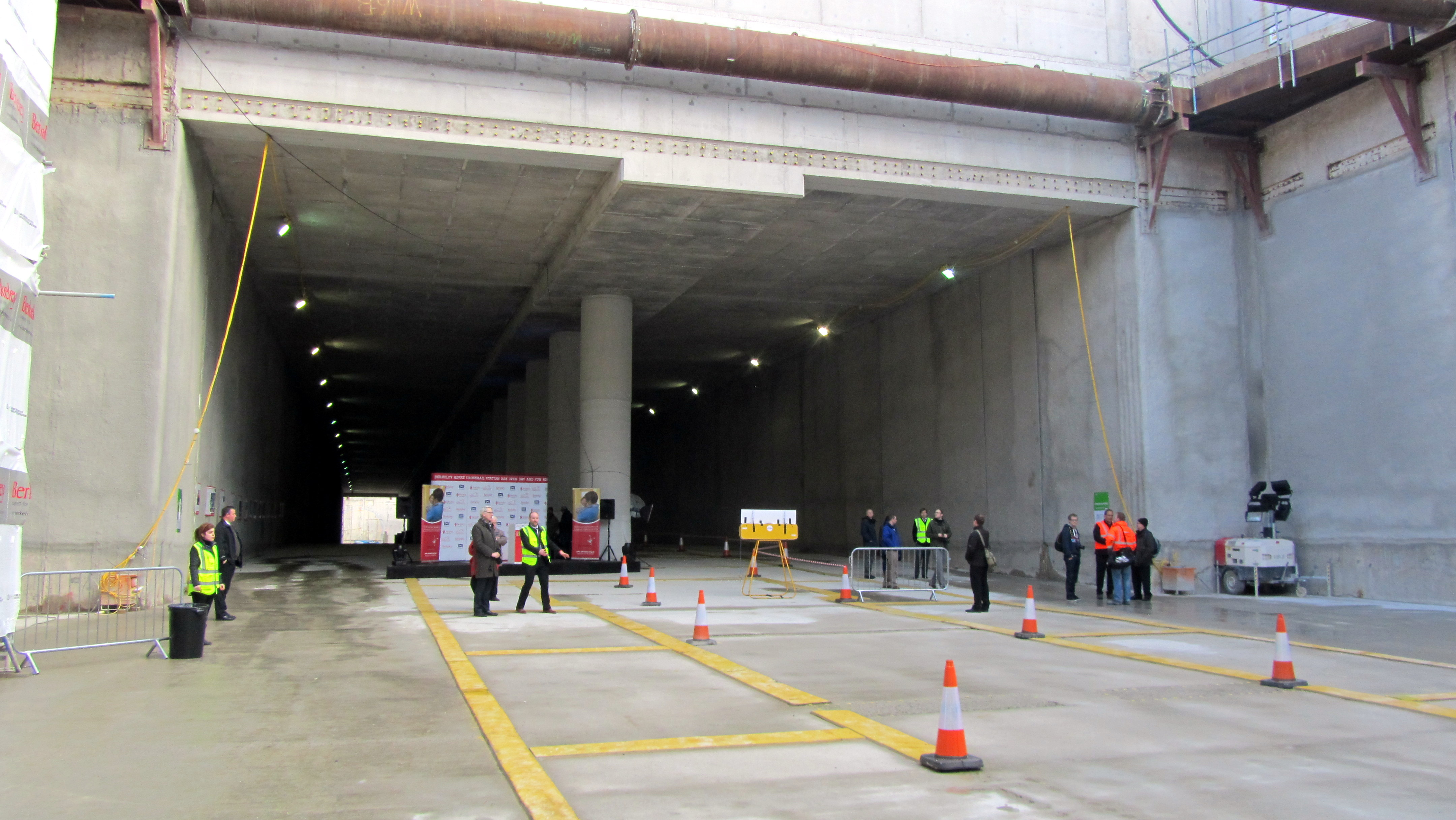
Der Bahnhof im Rohbau (2013)

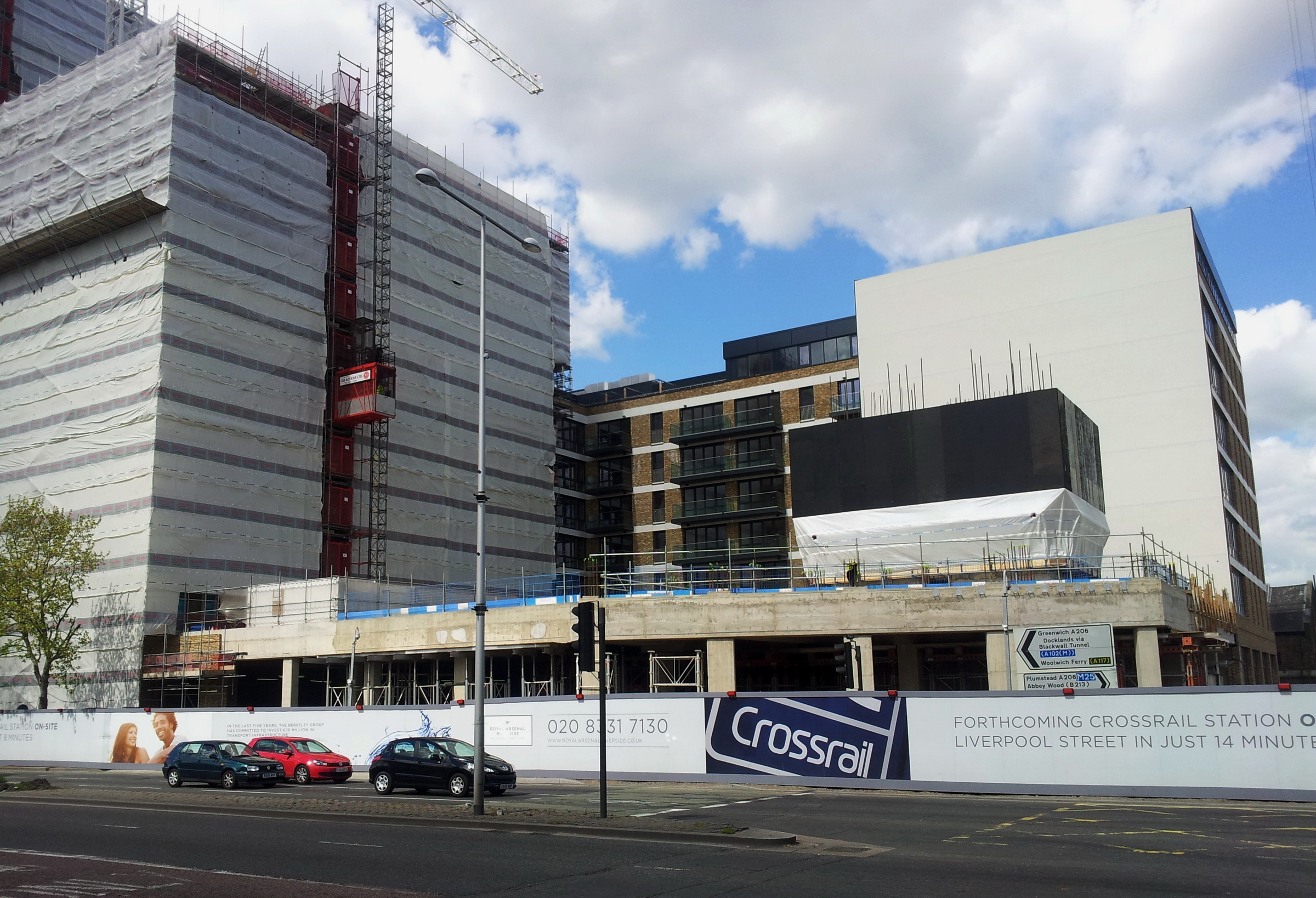
Bauarbeiten im Juli 2015

Der Bahnhof Woolwich ist ein Bahnhof in London, nicht zu verwechseln mit dem nahegelegenen Bahnhof Woolwich Arsenal aus dem Jahr 1849. Er liegt im Stadtteil Woolwich im Royal Borough of Greenwich. Seit 24. Mai 2022 wird er von Crossrail-Zügen auf der Abbey-Wood-Zweigstrecke der Elizabeth Line (Paddington – Abbey Wood) bedient. Er liegt in einem Tunnelabschnitt rund 200 Meter nördlich des Bahnhofs Woolwich Arsenal, wobei es keinen direkten Übergang gibt.

## Anlage
Der Bahnhof befindet sich 14 m unter der Erdoberfläche und ist 276 m lang. Er war Teil eines umfangreichen Stadtentwicklungsprojekts auf dem Gelände des früheren Royal Arsenal. Auf einem rund 30 Hektar großen Areal am südlichen Ufer der Themse errichtet das Immobilienunternehmen Berkeley Homes ein gemischtes Wohn- und Geschäftsviertel mit 2517 Wohnungen (zusätzlich zu den 1248 Wohnungen, die bereits in einer früheren Bauphase erstellt worden waren).
Der Eingang bei der neu gestalteten Grünfläche Dial Arch Square besteht aus einem 30 m breiten, mit Bronze verkleideten Portal. Durch ihn und das verglaste Dach fällt natürliches Tageslicht in die Haupthalle und zum Teil auch auf den Bahnsteig. Das moderne und minimalistische Design des Bahnhofs kontrastiert mit den zahlreichen denkmalgeschützten Gebäuden in der näheren Umgebung. Für das Design sind die Unternehmen Weston Williamson und Arup verantwortlich, für die Bauausführung Balfour Beatty.

## Planung und Bau
In den ersten Planungsphasen von Crossrail war der Bau eines Bahnhofs in Woolwich nicht vorgesehen. Dies änderte sich durch intensives Lobbyieren der Verwaltung des Royal Borough of Greenwich und der Zusage von Berkeley Homes, sich an den Kosten in der Höhe von 162 Millionen Pfund zu beteiligen. Daraufhin beschloss das zuständige Komitee des House of Commons im März 2007, den Bahnhof mit in das Projekt aufzunehmen. Die Bauarbeiten begannen 2013, wobei zuerst der eigentliche Bahnhof im Rohbau errichtet wurde und die angrenzenden Tunnel erst ab 2014 entstanden. Die Eröffnung erfolgte am 24. Mai 2022. Aufgrund von Bauverzögerungen hat die Betreibergesellschaft Transport for London 500 bis 750 Millionen Pfund Sterling an Passagiereinnahmen verloren.